# Нікос Вертіс
Нікос Вертіс (грец. Νίκος Βέρτης, 21 серпня 1976, Горінхем, Нідерланди) — грецький співак.

## Творча біографія

### Ранні роки
Нікос Вертіс народився в Нідерландах. У віці 6 років переїхав разом із родиною в Салоніки, де закінчив музичну школу з класу гри на бузукі. Проте в 16 років він знову вирушив в Голландію, де навчався 2 роки в коледжі. Невдовзі повернувся в Грецію, аби пройти строкову військову службу.

### 2004–2006: Πολύ απότομα βραδιάζει, Πάμε ψυχή μου, Πως περνώ τα βράδυα μόνος
Почав співати у невеликих глубах Північній Греції, зокрема в салонікському клубі Rodon. Саме тут співака помітили агенти Universal Music Greece і уклали з ним контракт. Так 2003 року випущений перший альбом «Πολύ απότομα βραδιάζει», музику та вірші для якого написав сам Вертіс. Дві пісні альбому були записані в дуеті із Пеггі Зіна. також помітними радіо-хітами стали пісні «Αστέρι μου», «Πολύ απότομα βραδιάζει», «Αν φύγεις» αλλά και" та «Σαν τρελός σε αγαπάω». Взимку 2003–2004 Нікос Вертіс співпрацював із Пеггі Зіна в афінському Apollon.
Влітку 2004 року Нікос Вертіс знову виступав в салонікському клубі Rodon. У вересні вийшов другий альбом під назвою «Πάμε ψυχή μου», до якого увійшли пісні Йоргоса Теофануса — «Πως τολμάς», «Θυμάμαι», «Σε μένα» — саме вони принесли співакові справжню популярність в Греції. Тоді ж розпочалася співпраця співака із афінським клубом Posidonio, що тривала до 2008 року.
2005 року відбувся реліз синглу «Πες το μου ξανά», який швидко став платиновим. Незабаром у грудні 2005 року випущено альбом «Πως περνώ τα βράδυα μόνος». Авторами його пісень були Кіріакос Пападопулос та Іліас Філіппу. Найбільший успіх мали пісні «Πες το μου ξανά», «Ποια εσύ», «Πώς να το εξηγήσω», «Δεν σε νοιάζει», «Κάποτε θα δεις».

### 2007–2009: Μόνο για σένα
Свій наступний альбом «Μόνο για σένα» Нікос Вертіс записував впродовж кількох місяців у Гревені. Однойменна пісня з альбому та «Μάτια μου γλυκά» стали хітами літа 2007 року. Лише за два місяці після офіційного релізу альбом здобув статус платинового в Греції. У жовтні 2007 року відзнято перший студійний відеокліп на пісню «Μόνο για σένα», який здобув нагороду MAD Video Music Awards — першу в ка'рєрі співака. В березні 2008 року випущено сингл «Ονειρο αληθινό», а наприкінці місяця розпочався тур співака містами Австралії, Америки, Канади та Західної Європи. Тур закінчився концертом в Лондоні 17 січня 2009 року.

### 2009–2010: Όλα είναι εδώ
В березні 2009 року відбувся офіційний реліз альбому «Όλα είναι εδώ». Авторами нових 12 пісень стали Антоніс Вардіс, Христос Ніколопулос, Васіліс Яннапулос, Нептун Яннапулос, Вікі Геротодору, Дімітріс Декос та сам Нікос Вертіс. Пісні «Να μ αγαπας» та «Δεν τελειωσαμε» швидко стали радіо-хітами. 23 квітня розпочалися виступи співака у Кентро-Афінон, які відбувалися щотижня впродовж 13 місяців без перерви. Крім того Вертіс провів серію спільних виступів в Салоніках із Наташею Теодоріду. В дуеті вони записали пісню «Ένα φίλο μου καλό να βρω» на лірику на музику Георгіоса Мукідіса.
Від серпні 2010 року співак виступав в салонікському клубі Vision. 17 жовтня 2010 року розпочався концертний тур містами Німеччини, Нідерландів, Кіпру та Австралії. Останній концерт відбувся 3 квітня 2011 року в Аделаїді. Пізніше Нікос Вертіс також співпрацював із Антонісом Ремосом, Йоргосом Даларасом, Антонісом Вардісом.

### 2011–2013: Είμαι μαζί σου, Προτάσεις
Шалений успіх в Греції мав альбом «Είμαι μαζί σου», випущений 2011 року із піснями Антоніса Вардіса та Кіріакоса Пападопулоса, а також Ольги Влахопулу та Іліаса Філіппу. Радіо-хітами в Греції та на Кіпрі стали пісні «Αν Είσαι Ένα Αστέρι», однойменна з альбомом «Είμαι μαζί σου», «Δε Με Σκέφτεσαι», «Θύμωσε Απόψε Η Καρδιά», «Πόσο Σ' Αγαπώ», а також «Εμείς Οι Δυο Ταιριάζουμε», записана в дуеті з ізраїльською співачкою Саріт Хадад. Цей альбом був обраний для розповсюдження мережею Hellenic Duty Free. Також пісня «Αν Είσαι Ένα Αστέρι» принесла співаку другу премію MAD Video Music Awards 2012 року в номінації «Відеокліп Mad Greekz». Впродовж всього літнього сезону Нікос Вертіс виступав в салонікському клубі ORAMA Live.
Навесні 13 березня випущено перший сингл нового альбому «Αδιαφορείς» авторства Йоргоса Галаноса та Ольги Влахопулу. Зрештою 25 квітня 2013 року під лейблом Cobalt Music випущено альбом «Προτάσεις», до якого увійшли 11 пісень. Взимку 2014 — 2015 років Вертіс виступає в Афінах в клубі Κέντρο Αθηνών разом з Елені Фурейрою,. У сезоні 2015 — 2016 Вертіс продовжує виступати на сцені Κέντρο Αθηνών разом з гуртом Vegas та молодим співаком Константіносом Куфосом.

## Дискографія
Альбоми
- 2003: Πολύ απότομα βραδιάζει
- 2004: Πάμε ψυχή μου
- 2005: Πώς περνάω τα βράδια μόνος

* 2005: Πώς περνάω τα βράδια μόνος (Special Edition)
- 2007: Μόνο για σένα

* 2007: Μόνο για σένα (Special Deluxe Edition)
- 2009: Όλα είναι εδώ
- 2011: Είμαι μαζί σου (платиновий альбом)[10]
- 2013: Προτάσεις[11]
- 2015: Nikos Vertis